# 212e régiment d'infanterie
Le 212e régiment d'infanterie (212e RI) est un régiment d'infanterie de l'Armée de terre française constitué en 1914 avec les bataillons de réserve du 12e régiment d'infanterie.
À la mobilisation, chaque régiment d'active crée un régiment de réserve dont le numéro est le sien plus 200.

## Chefs de corps

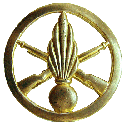
insigne de béret d'infanterie

## Création et différentes dénominations
- août 1914 : 212e régiment d'infanterie.
- novembre 1917 : dissolution.

## Première Guerre mondiale

### Affectation
- Casernement Tarbes, 136e Brigade d'Infanterie, 18e Région.
- 68e Division d'Infanterie d'août 1914 à février 1917.
- 88e Division d'Infanterie de mars à novembre 1917.

### Historique

#### 1914
Nancy... Trouée de charmes (Bataille de Lorraine)...Abancourt...

#### 1915
Secteur est de Nancy...Moncel jusqu'en décembre.

#### 1916
Même secteur de janvier à mai...Moncel-sur-Seille. Est de Verdun, secteur du fort de Souville.

#### 1917
Est de Nancy...Tranchée de la Douille des Indochinois et des Marocains Combats de la Malmaison. Le régiment est dissous en décembre 1917.

## Inscriptions portées sur le drapeau du régiment
Il porte, cousues en lettres d'or dans ses plis, les inscriptions suivantes :
- Lorraine 1914
- Verdun 1916

## Décorations
Aucune citation au régiment.